# Стороженко Андрій Володимирович
Андрій Володимирович Стороженко (12 серпня 1857, Велика Круча, нині Лубенського району Полтавської області — ?) — історик і славіст, громадський діяч, родом з Пирятинщини, вихованець Київського університету (1879; учень Олександра Котляревського). Лауреат Уваровської премії.
Земський і дворянський діяч на Пирятинщині й Переяславщині; голова Переяславської Земської Управи (1886—1892) й переяславський маршал дворянства (1912—1916).
Член Київської археографічної комісії, Товариства Нестора Літописця (заступник його голови), співробітник часопису «Киевская старина», у якій надрукував чимало документальних статей і заміток.
Основні наукові праці Стороженка присвячені історії України й Польщі XV—XVIII століть, серед яких:
- «Очерки переяславской старины» (1900);
- «Стефан Баторій та дніпровські козаки» (1904);
- «Иосиф Верещинский бискуп Киевский» (1911).

З інших — «Литературная история Зеленогорской и Краледворской рукописей» (1880). Стороженко був разом з братом Миколою Стороженком редактором-видавцем родинного архіву «Стороженки» (8 тт., 1902—1910), у якому вміщено перші 2 томи «Родословника» В. Модзалевського (наступних 2 томи були також видані братами Стороженками у 1912—1914 роках).
Як громадсько-політичний діяч, Стороженко стояв на позиціях українського дворянського консерватизму. Замолоду ліберал і українофіл, він згодом (особливо під впливом лівих течій новітнього українського руху), перейшов на платформу російського націоналізму з його антиукраїнським спрямуванням і став одним з лідерів київських «малоросів» («Клуб русских националистов»); автор антиукраїнської праці «Происхождение и сущность украинофильства» (1911).
Відродження української державности у 1917 році Стороженко зустрів вороже (див. редаговану ним збірку «Малая Русь», 1917), а на еміграції видав під псевдонімом «А. Царинный» антиукраїнський памфлет «Украинское движение» (1926).